# Odontoporella bishopi
Odontoporella bishopi is een mosdiertjessoort uit de familie van de Hippoporidridae. De wetenschappelijke naam van de soort is voor het eerst geldig gepubliceerd in 2007 door Carter & Gordon.